# Puntate di Bardot
La miniserie televisiva francese Bardot, composta da 6 puntate da 52 minuti ciascuna, è stata trasmessa in Francia su France 2 dall'8 al 22 maggio 2023. 
In Italia la miniserie è andata in onda su Canale 5 dal 17 giugno al 1º luglio 2024 con due puntate in tre prime serate.
| nº | Titolo originale | Titolo italiano | Titolo italiano | Prima TV       | Prima TV       |
| nº | Titolo originale | In streaming    | In chiaro       | Francia        | Italia         |
| -- | ---------------- | --------------- | --------------- | -------------- | -------------- |
| 1  | Une enfant sage  | Episodio 1      | Prima puntata   | 8 maggio 2023  | 17 giugno 2024 |
| 2  | B.B.             | Episodio 2      | Prima puntata   | 8 maggio 2023  | 17 giugno 2024 |
| 3  | La Madrague      | Episodio 3      | Seconda puntata | 15 maggio 2023 | 25 giugno 2024 |
| 4  | Le Papillon      | Episodio 4      | Seconda puntata | 15 maggio 2023 | 25 giugno 2024 |
| 5  | Bébé             | Episodio 5      | Terza puntata   | 22 maggio 2023 | 1º luglio 2024 |
| 6  | La Vérité        | Episodio 6      | Terza puntata   | 22 maggio 2023 | 1º luglio 2024 |

## Prima puntata

### Episodio 1
- Titolo originale: Une enfant sage
- Scritto e diretto da: Danièle Thompson e Christopher Thompson

#### Trama
- Ascolti Francia: telespettatori 3 010 000 – share 14,5[7].
- Ascolti Italia: telespettatori 1 777 000 – share 10,60%[8].

### Episodio 2
- Titolo originale: B.B.
- Scritto e diretto da: Danièle Thompson e Christopher Thompson

#### Trama
- Ascolti Francia: telespettatori 2 812 000 – share 15,4[7].
- Ascolti Italia: telespettatori 1 777 000 – share 10,60%[8].

## Seconda puntata

### Episodio 3
- Titolo originale: La Madrague
- Scritto e diretto da: Danièle Thompson e Christopher Thompson

#### Trama
- Ascolti Francia: telespettatori 2 216 000 – share 10,4[9].
- Ascolti Italia: telespettatori 1 544 000 – share 9,00%[10].

### Episodio 4
- Titolo originale: Le Papillon
- Scritto e diretto da: Danièle Thompson e Christopher Thompson

#### Trama
- Ascolti Francia: telespettatori 2 126 000 – share 11,2[9].
- Ascolti Italia: telespettatori 1 544 000 – share 9,00%[10].

## Terza puntata

### Episodio 5
- Titolo originale: Bébé
- Scritto e diretto da: Danièle Thompson e Christopher Thompson

#### Trama
- Ascolti Francia: telespettatori 2 068 000 – share 9,7[11].
- Ascolti Italia: telespettatori 1 223 000 – share 7,20%[12].

### Episodio 6
- Titolo originale: La Vérité
- Scritto e diretto da: Danièle Thompson e Christopher Thompson

#### Trama
- Ascolti Francia: telespettatori 1 862 000 – share 10,2[11].
- Ascolti Italia: telespettatori 1 223 000 – share 7,20%[12].